# 민영린
민영린(閔泳璘, 1873년 음력 11월 15일~1932년 6월 1일)은 조선 후기의 관료이며 일제강점기에 조선귀족 작위를 받았다.
명성황후의 여흥 민씨 일족으로, 민술호의 아들이나 민태호에게 입양되었다. 따라서 대한제국 순종의 첫 번째 부인인 순명효황후와는 남매 관계가 된다.
1890년 과거에 합격하여 시강원을 시작으로 여러 관직을 거쳤다. 한일 병합 조약 체결 직후인 1910년 10월 16일 일본 정부로부터 백작위를 받았다. 1912년 8월 1일에는 일본 정부로부터 한국 병합 기념장, 1915년 11월 10일에는 일본 정부로부터 다이쇼 대례 기념장을 받았지만 1919년 5월 5일 아편 흡입 혐의로 징역 3개월, 집행유예 3년을 선고받았고 같은 해 7월 21일을 기해 백작 작위를 박탈당했다.
2002년 발표된 친일파 708인 명단과 2008년 공개된 민족문제연구소의 친일인명사전 수록예정자 명단에 모두 선정되었다. 2007년 대한민국 친일반민족행위진상규명위원회가 발표한 친일반민족행위 195인 명단에도 들어 있다.

## 가족관계
- 증조부: 민홍섭(閔弘燮)
  - 양조부: 민치오(閔致五)
    - 친부: 민술호(閔述鎬)
    - 양부: 민태호(閔台鎬) - 민태호(閔泰鎬)와는 동명이인

## 참고 문헌
- 친일반민족행위진상규명위원회 (2007년 12월). 〈민영린〉 (PDF). 《2007년도 조사보고서 II - 친일반민족행위결정이유서》. 서울. 148~163쪽쪽. 발간등록번호 11-1560010-0000002-10.[깨진 링크(과거 내용 찾기)]